# Spinal Tap
A Spinal Tap egy együttes, mely a brit heavy metal együtteseket parodizálja ki. Tagok: David St. Hubbins, Nigel Tuthel, Derek Smalls, Jeffery Vanston és Gregg Bissonette. A "Spinal Tap" név egyben egy fiktív együttest is jelöl, akik a klasszikus This Is Spinal Tap ál-dokumentumfilmben szerepeltek. Az együttes többször is feloszlott már, a valós és a fiktív változat is. A fiktív verzió 1964-ben alakult, míg az igazi Spinal Tap 1979-ben alakult meg. A filmben szinte minden tag meghalt, viszont a valóságban mai napig működnek. 2019-ben újból összeállnak.

## Diszkográfia

### Valós albumok
- This is Spinal Tap (1984)
- Break Like the Wind (1992)
- Back from the Dead (2009)

### Kitalált diszkográfia
- Spinal Tap Sings "(Listen to the) Flower People" and Other Favourites (1967)
- We Are All Flower People (1968)
- Brainhammer (1970)
- Nerve Damage (1971)
- Blood to Let (1972)
- Infravenus de Milo (1974) (a név utalás a Milói Vénuszra)
- The Sun Never Sweats (1975) ("a nap sosem izzad", a cím szójáték a "sun never sets" - a nap sosem nyugszik le - kifejezéssel.)
- Bent for the Rent (1976)
- Tap Dancing (1976)
- Rock'n'Roll Creation (1977)
- Shark Sandwich (1980)
- Smell the Glove (1982)